# Zalutschia mucronata
Zalutschia mucronata är en tvåvingeart som först beskrevs av Lars Zakarias Brundin 1949.  Zalutschia mucronata ingår i släktet Zalutschia och familjen fjädermyggor. Arten är reproducerande i Sverige. Inga underarter finns listade i Catalogue of Life.